# Licania
Licania är ett släkte av tvåhjärtbladiga växter. Licania ingår i familjen Chrysobalanaceae.

## Bildgalleri

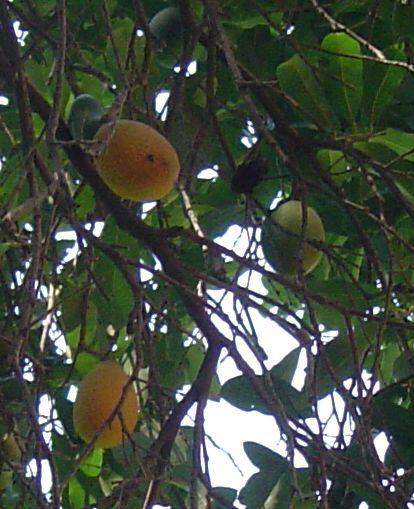
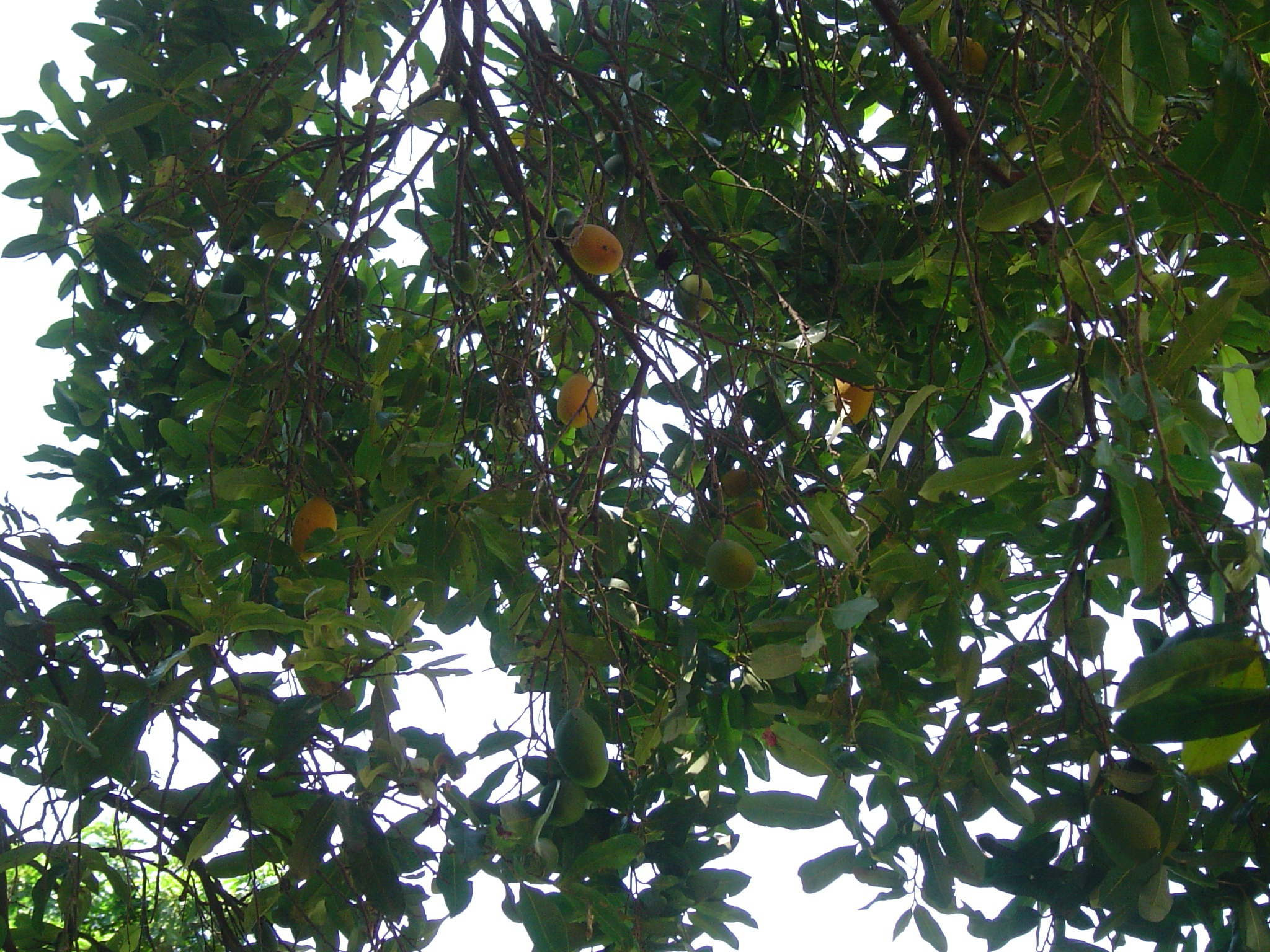
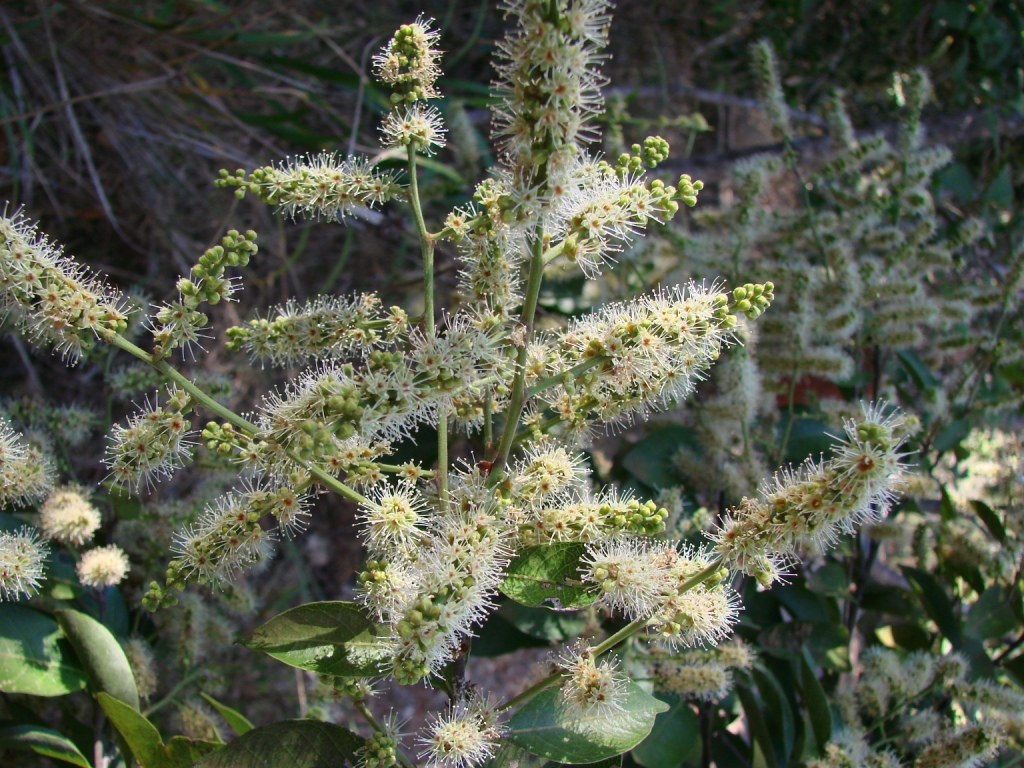

## Dottertaxa tillLicania, i alfabetisk ordning[1]
- Licania adolphoduckei
- Licania affinis
- Licania alba
- Licania albiflora
- Licania amapaensis
- Licania angustata
- Licania anneae
- Licania apetala
- Licania apiculata
- Licania aracaensis
- Licania arachnoidea
- Licania araneosa
- Licania arborea
- Licania arianeae
- Licania bahiensis
- Licania belemii
- Licania bellingtonii
- Licania belloi
- Licania blackii
- Licania boliviensis
- Licania boyanii
- Licania bracteata
- Licania brittoniana
- Licania bullata
- Licania buxifolia
- Licania cabrerae
- Licania caldasiana
- Licania calvescens
- Licania canescens
- Licania cardiophylla
- Licania cariae
- Licania caudata
- Licania cecidiophora
- Licania celiae
- Licania chiriquiensis
- Licania chocoensis
- Licania cidii
- Licania compacta
- Licania conferruminata
- Licania cordata
- Licania coriacea
- Licania corniculata
- Licania costaricensis
- Licania couepiifolia
- Licania crassivenia
- Licania cruegeriana
- Licania cuatrecasasii
- Licania cuprea
- Licania cuspidata
- Licania cuyabenensis
- Licania cyathodes
- Licania cymosa
- Licania davillifolia
- Licania dealbata
- Licania densiflora
- Licania diegogomezii
- Licania discolor
- Licania divaricata
- Licania dodsonii
- Licania durifolia
- Licania egleri
- Licania elliptica
- Licania emarginata
- Licania espinae
- Licania fanshawei
- Licania fasciculata
- Licania ferreirae
- Licania filomenoi
- Licania foldatsii
- Licania foveolata
- Licania fritschii
- Licania fuchsii
- Licania furfuracea
- Licania fusicarpa
- Licania gardneri
- Licania gentryi
- Licania glabriflora
- Licania glauca
- Licania glazioviana
- Licania gonzalezii
- Licania gracilipes
- Licania grandibracteata
- Licania granvillei
- Licania guatemalensis
- Licania guianensis
- Licania harlingii
- Licania hebantha
- Licania hedbergii
- Licania heteromorpha
- Licania hirsuta
- Licania hispida
- Licania hitchcockii
- Licania hoehnei
- Licania humilis
- Licania hypoleuca
- Licania imbaimadaiensis
- Licania impressa
- Licania incana
- Licania indurata
- Licania intrapetiolaris
- Licania irwinii
- Licania jaramilloi
- Licania jefensis
- Licania jimenezii
- Licania joseramosii
- Licania kallunkiae
- Licania klugii
- Licania krukovii
- Licania kunthiana
- Licania laevigata
- Licania lamentanda
- Licania lanceolata
- Licania lasseri
- Licania lata
- Licania latifolia
- Licania latistipula
- Licania laxiflora
- Licania leptostachya
- Licania leucosepala
- Licania licaniiflora
- Licania littoralis
- Licania longicuspidata
- Licania longipedicellata
- Licania longipetala
- Licania longistyla
- Licania macrocarpa
- Licania macrophylla
- Licania maguirei
- Licania majuscula
- Licania maranhensis
- Licania maritima
- Licania marleneae
- Licania maxima
- Licania megalophylla
- Licania membranacea
- Licania mexicana
- Licania michauxii
- Licania micrantha
- Licania microphylla
- Licania miltonii
- Licania minuscula
- Licania minutiflora
- Licania mollis
- Licania montana
- Licania morii
- Licania naviculistipula
- Licania nelsonii
- Licania niloi
- Licania nitida
- Licania oblongifolia
- Licania obtusifolia
- Licania occultans
- Licania octandra
- Licania operculipetala
- Licania orbicularis
- Licania ovalifolia
- Licania pakaraimensis
- Licania palawanensis
- Licania pallida
- Licania paraensis
- Licania parviflora
- Licania parvifolia
- Licania parvifructa
- Licania persaudii
- Licania piresii
- Licania pittieri
- Licania platypus
- Licania polita
- Licania prismatocarpa
- Licania pruinosa
- Licania pyrifolia
- Licania reticulata
- Licania retifolia
- Licania riedelii
- Licania rigida
- Licania riverae
- Licania robusta
- Licania rodriguesii
- Licania roraimensis
- Licania rufescens
- Licania salicifolia
- Licania salzmannii
- Licania sandwithii
- Licania santosii
- Licania savannarum
- Licania sclerophylla
- Licania silvae
- Licania silvatica
- Licania sothersiae
- Licania sparsipilis
- Licania spicata
- Licania splendens
- Licania sprucei
- Licania stewardii
- Licania stevensii
- Licania steyermarkii
- Licania stricta
- Licania subarachnophylla
- Licania subrotundata
- Licania tachirensis
- Licania tambopatensis
- Licania teixeirae
- Licania tepuiensis
- Licania ternatensis
- Licania tocantina
- Licania tomentosa
- Licania triandra
- Licania trigonioides
- Licania turbinata
- Licania undulata
- Licania unguiculata
- Licania urceolaris
- Licania vasquezii
- Licania vaupesiana
- Licania velata
- Licania velutina
- Licania veneralensis
- Licania wurdackii